# Planagöl (Slätthögs socken, Småland)
Planagöl är en sjö i Alvesta kommun i Småland och ingår i Lagans huvudavrinningsområde. Sjön är 6,5 meter djup, har en yta på 0,0482 kvadratkilometer och befinner sig 203,1 meter över havet.

## Delavrinningsområde
Planagöl ingår i det delavrinningsområde (632863-141545) som SMHI kallar för Mynnar i Rickelsbodasjön. Medelhöjden är 207 meter över havet och ytan är 11,24 kvadratkilometer. Det finns ett avrinningsområde uppströms, och räknas det in blir den ackumulerade arean 39 kvadratkilometer. Bankeån som avvattnar avrinningsområdet har biflödesordning 4, vilket innebär att vattnet flödar genom totalt 4 vattendrag innan det når havet efter 179 kilometer. Avrinningsområdet består mestadels av skog (94 procent). Avrinningsområdet har 0,05 kvadratkilometer vattenytor vilket ger det en sjöprocent på 0,4 procent.